# 博雅學院

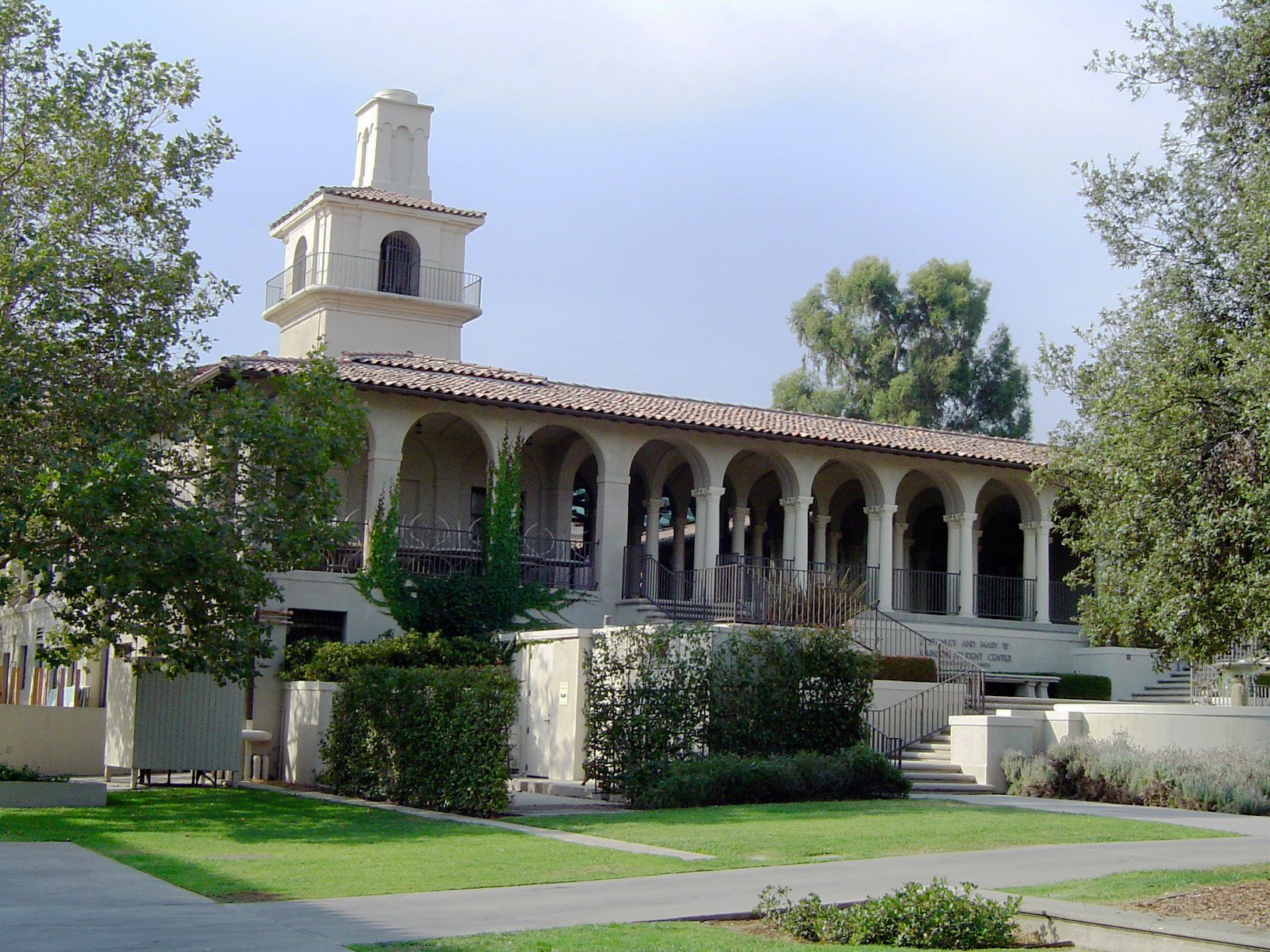
西方學院的Johnson学生中心和Freeman学生会

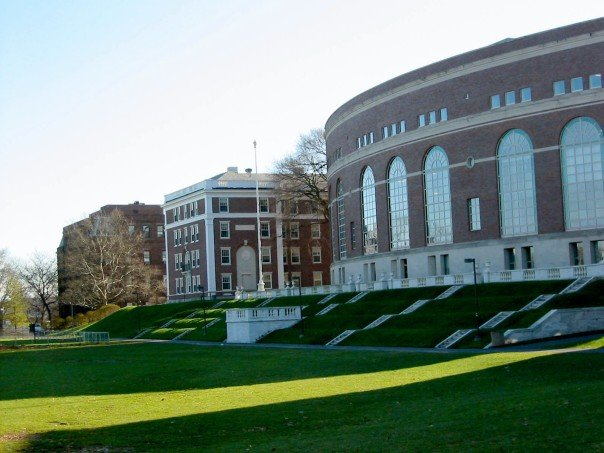
Olin图书馆和Andrus中心，位于美国文理学院卫斯理大学校园

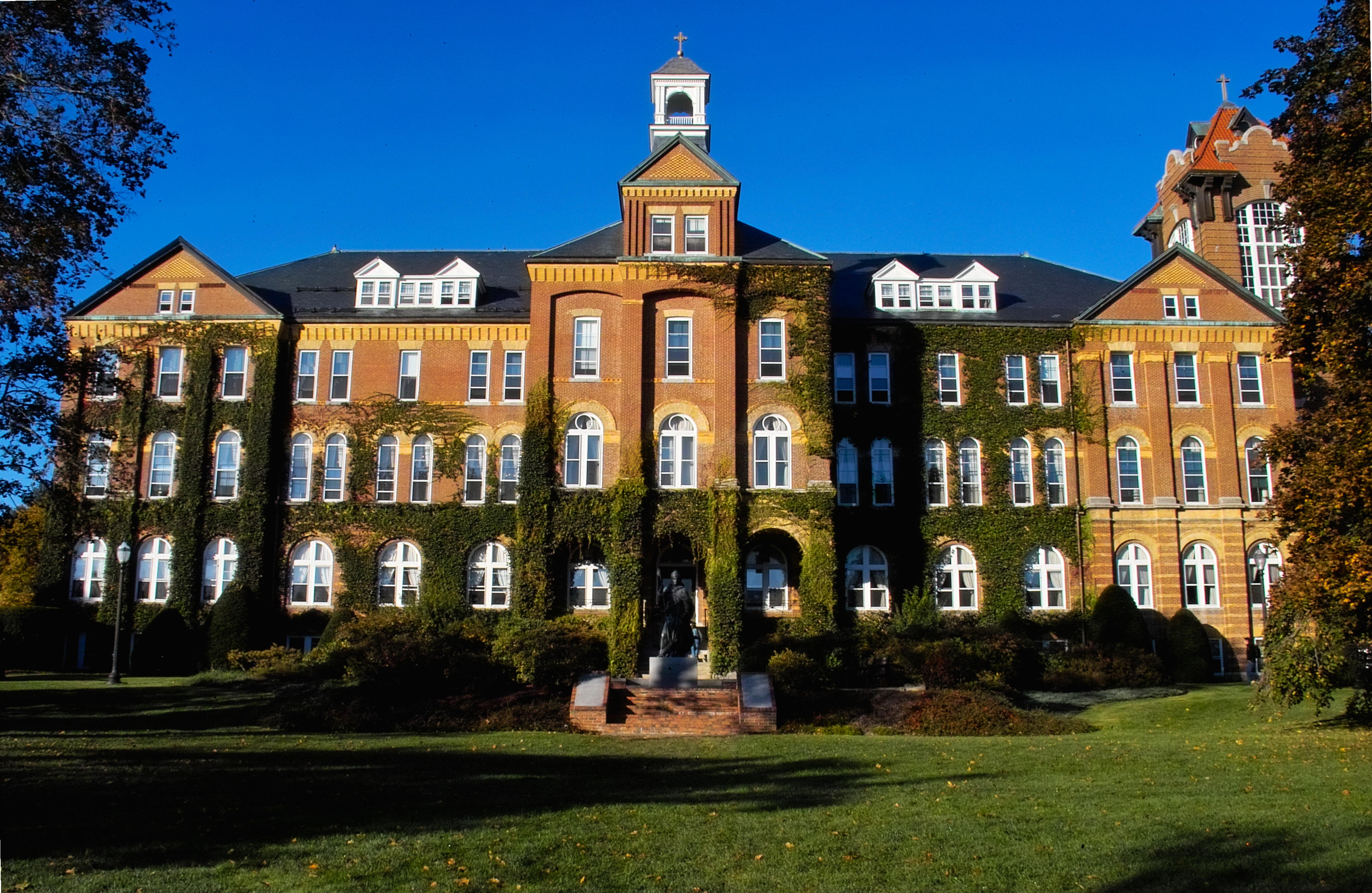
聖安瑟倫學院是一所传统的 新英格兰文理学院

博雅學院在北美和亚洲的定义不同，前者一般是指小型的只有本科的文科學院，而在亞洲一般指文科和理科學院合併後形成的學院。

## 北美
文理学院型大学是北美高等教育的重要种类之一，其特征是以本科大學部教育为主，学校规模较小，注重自由思想和全面教育。课程包括自然科学、人文、艺术、社会科学等大门类。美国的文理学院大多为私立大学，而同处北美地区的加拿大基础本科类大学则多为公立大學。
与以就业为重要指标的综合类大学或理工学院相比，文理学院代表着精致而全面的本科教育，不以培养具体专业人才为目的而旨在培养能力全面的领导型人才，因此许多文理学院的学术声誉并不亚于常春藤盟校，成为很多上层社会子弟的首选。 北美相当一部分精英曾在文理学院求学，如经济学家罗伯特·佐利克、政治家希拉里·罗德姆·克林顿、音乐家王力宏等。美国的《美国新闻与世界报道》和加拿大麦克林杂志《麥克林》皆有对本国文理学院类大学进行排名，美国著名的文理学院有阿默斯特学院、威廉姆斯学院、维斯理学院、卡尔顿学院等。

## 亚洲
亚洲的文理学院通常处于综合性大学中，文学院与理学院因某些原因（例如规模较小）而合并在一起称为文理学院，后又因规模扩大而拆分为两院，如齐鲁大学、台湾的靜宜文理学院等校。中国大陆1952年院系调整中，只包含文科和理科专业（来自调整前大学的文学院和理学院）的重点大学称为综合性大学。除此之外，19世纪晚期西方教会在中国创办的某些高等教育院校也称为文理学院，如华南女子文理学院、金陵女子文理学院。

### 日本
1953年，基督教長老教會在東京創立的國際基督教大學，為一典型的美國文理學院。
部分日本的大学在专业学部之外单独设置文理学部，此学部的学生可以接受4年的文理学院式教育，如樱美林大学、玉川大学等。

### 臺灣
1956年，國立成功大學統整中國文學系、數學系、物理學系成立文理學院，是臺灣教育史上第一個文理學院，後因陸續增設外文、化學、地科、歷史等文、理科系，至1969年文理學院正式拆分為文學院與理學院；另，1958年，淡江英語專科學校改制為淡江文理學院，為臺灣教育史上第一個使用文理學院做為校名的大學院校。1963年，靜宜女子英語專科學校繼淡江文理學院之後，在升格為學院時使用了靜宜女子文理學院為校名。有東吳大學於1967年成立文理學院，3年後分拆為文學院、理學院。
1970年，國立政治大學文學院因增設數學系而改名文理學院，後又於1994年分拆為文學院、理學院；逢甲大學於1980年成立理學院，1993年因增設中國文學系而改名文理學院，6年後因中國語文學系改隸人文社會學院，文理學院復名理學院。整體而言，臺灣的大學成立文理學院是因為文科、理科的數量與規模，尚不足以獨立為文學院與理學院，因而暫時將文科理科置於同一學院，乃有文理學院的出現，2004年玄奘人文社會學院改名玄奘大學、2005年臺中健康暨管理學院改名亞洲大學，兩校都在改名大學的當年整合校內的文理兩類系所成立文理學院也是因為同樣的原因，其中，玄奘大學文理學院自2004年成立後，一直持續到2013年改名人文學院為止，後又再2014年併入社會科學院；而亞洲大學文理學院僅成立一年不到，就在2006年改名為人文社會學院。
2004年，國立虎尾技術學院改名科技大學時，增設多媒體設計系、休閒遊憩系，並整合原有的生物技術系、應用外語系，成立了文理學院，是臺灣教育史上第一個成立於技職體系內的文理學院，而所隸屬的科系也未如以往的文理學院般典型，但同時也是臺灣各大專院校中現存唯一的文理學院。而2001年成立的稻江科技暨管理學院，在籌備期間曾一度使用稻江文理學院之名申請籌設，但最後以現今所見的校名成立。
2014年8月1日，同為法鼓山教育體系的法鼓人文社會學院與法鼓佛教學院，合併為法鼓文理學院，是臺灣現時唯一採用文理學院作為校名的大學院校。

### 新加坡
耶鲁-新加坡国立大学学院于2011年成立，是新加坡首所文理学院，由美国的耶鲁大学与新加坡国立大学合作创办。
学院的设立曾引发争议，一些人担心耶鲁大学在一个对言论与集会自由有严格限制的国家开设分校，有违其自由主义价值观。耶鲁部分教师表达了对“新加坡在尊重公民与政治权利方面历史欠佳”的担忧。
对此，不少学院现任教职员工与学生指出，校内鲜有言论受限的情况，并认为学院为在亚洲推广文理教育提供了宝贵机会。
2021年8月，新加坡国立大学宣布将关闭耶鲁-新大，2025届学生将是最后一届获颁国大文凭的学生。该学院将与國大博學計劃合并，重组为“国大学院”。